# 루슬란 발티예프
루슬란 타히로비치 발티예프(카자흐어: Рұслан Тахирұлы Балтиев 루슬란 타히룰르 발티예프, 러시아어: Русла́н Тахи́рович Балти́ев, 1978년 9월 16일~)는 카자흐스탄의 전직 축구 선수로 현역 시절 미드필더로 활약했으며 카자흐스탄 국가대표팀 선수로는 바흐티요르 자이누트디노프에 이어 역대 국제 A매치 최다 득점 2위에 랭크되어 있다.

## 클럽 경력
1996년에 FC 제티수 입단을 통해 선수 생활을 시작했고 입단 1시즌 만에 카자흐스탄의 명문 클럽인 FC 카이라트로 이적했다.
또 같은 해에 카자흐스탄 축구 국가대표팀에 발탁되어 국가대표 선수로 활동하기 시작했고 이후 FC 카이라트, FC 키질자르 등에서 활동하며 카자흐스탄 리그에서 4시즌 동안 뛰었으며 특히 키질자르에서 팀의 리그 및 리그컵 준우승에 기여하기도 했다.
이후 러시아의 프로팀인 소콜 사라토프로 이적한 발티예프는 러시아 프리미어리그에서 2시즌을 보내는 동안 러시아 축구계에서 주목을 받는 선수로 거듭났지만 2002년 소속팀이 강등 처리되자 러시아와 우크라이나의 프로팀과 입단 협상을 벌였다.
이후 디나모 모스크바와 계약을 하며 2003 시즌을 시작한 발티예프는 2003 시즌 리그 모든 경기에 출전하면서 소속팀인 디나모 모스크바를 정규시즌 6위로 이끄는데 기여하며 성공적인 2003 시즌을 보낸 후 모스크바를 연고로 하는 다른 클럽인 FC 모스크바로 이적하여 2시즌을 보냈으나 주전에서 밀려나면서 다시 FC 토볼 이적을 통해 카자흐스탄으로 돌아왔다.
토볼로 이적한 후에는 카자흐스탄 리그의 정상급 선수로 활약하면서 팀의 리그컵 우승과 리그 준우승에 일조했으며 2007년 UEFA 인터토토컵에도 출전하여 3골을 뽑아내면서 팀의 우승에도 크게 기여했다.
2009년 12월에는 러시아 2부 리그의 클럽인 FC 젬추지나-소치와 2년간의 계약을 맺었으나 20경기 밖에 뛰지 못한 채 한 시즌 만에 다시 친정팀인 카이라트로 복귀하여 2012년까지 활동한 후 은퇴를 선언했다.

## 국가대표팀 경력
1997년 9월 2일 중국과의 친선 경기를 통해 A매치 첫 경기를 가졌다. 그는 알렉세이 클리신의 교체 선수로 경기에 투입되었다. 같은 해 9월 20일 우즈베키스탄과의 1998년 FIFA 월드컵 아시아 지역 예선 최종 라운드에서 국제 A매치 데뷔골을 터뜨렸고 이후 2009년까지 73경기에서 13골을 뽑아냈고 이 중 8골은 메이저 대회 예선에서 나왔다.
1998년에는 방콕에서 열린 1998년 아시안 게임에 카자흐스탄 국가대표로 참가했으며, 카자흐스탄이 치른 5경기 모두 선발로 출전했다. 이 대회에서 카자흐스탄 대표팀은 10위에 올랐다. 2000년 5월에는 카자흐스탄이 초청팀 자격으로 참가하는 요르단에서 열린 2000년 서아시아 선수권 대회에 참가했다.
2002년 FIFA 월드컵 아시아 지역 예선 1라운드에서 4골을 터뜨리며 팀의 6경기 연속 무패(4승 2무)를 이끌었지만 팀은 이라크에게 득실차에서 밀려 아쉽게 최종라운드 진출에 실패했으며 이후 유로 대회 예선과 친선 경기 등 국제 경기에서 9골을 뽑아냈으며 2006년 2월에 열린 조선민주주의인민공화국과의 친선 경기가 그의 마지막 국가대표 경기가 되었다. 이후 2009년 대표팀에서 은퇴를 선언했다.

## 통계
- 클럽 : 324경기 43득점
- 국가대표팀 : 73경기 13득점

## 수상 경력

### 클럽

#### FC 키질자르
- 카자흐스탄 프리미어리그 2000 시즌 준우승
- 1999-2000 카자흐스탄컵 준우승

#### FC 토볼
- 2007 카자흐스탄컵 우승
- 카자흐스탄 프리미어리그 2007 시즌 준우승
- 카자흐스탄 프리미어리그 2008 시즌 준우승